# Quận Monroe, Wisconsin
Quận Monroe là một quận thuộc tiểu bang Wisconsin, Hoa Kỳ.
Quận này được đặt tên theo. Theo điều tra dân số của Cục điều tra dân số Hoa Kỳ năm 2000, quận có dân số 40.899 người. Quận lỵ đóng ở Sparta.6

## Địa lý
Theo Cục điều tra dân số Hoa Kỳ, quận có diện tích 2352 km2, trong đó có 19 km2 là diện tích mặt nước.

### Các xa lộ chính
- Interstate 90
- Interstate 94
- U.S. Highway 12
- Highway 21 (Wisconsin)
- Highway 16 (Wisconsin)
- Highway 71 (Wisconsin)
- Highway 33 (Wisconsin)
- Highway 27 (Wisconsin)
- Highway 131 (Wisconsin)
- Highway 162 (Wisconsin)
- Highway 173 (Wisconsin)

### Quận giáp ranh
- Quận Jackson - bắc
- Quận Juneau - đông
- Quận Vernon - nam
- Quận La Crosse - tây

### Thông tin nhân khẩu

Tháp tuổi dân cư quận theo kết quả điều tra dân số năm 2000.

Theo điều tra dân số 2 năm 2000, đã có 40.899 người, 15.399 hộ gia đình, và 10.794 gia đình sống trong quận hạt. Mật độ dân số là 45 người trên một dặm vuông (18/km ²). Có 16.672 đơn vị nhà ở với mật độ trung bình là 18 trên một dặm vuông (7/km ²). Cơ cấu chủng tộc dân cư của quận bao gồm 96,52% người da trắng, 0,46% da đen hay Mỹ gốc Phi, 0,92% người Mỹ bản xứ, 0,48% châu Á, Thái Bình Dương 0,04%, 0,85% từ các chủng tộc khác, và 0,74% từ hai hoặc nhiều chủng tộc. 1,81% dân số là người Hispanic hay Latino thuộc một chủng tộc nào. 45,5% là gốc Đức, gốc Na Uy 13,4%, gốc Ailen 7,6%, 6,3% và 5,0% người Mỹ gốc tiếng Anh theo điều tra dân số năm 2000. 92,9% nói tiếng Anh, tiếng Đức có 3,1% người nói và 2,2% nói tiếng Tây Ban Nha là ngôn ngữ đầu tiên của họ.
Có 15.399 hộ, trong đó 34,50% có trẻ em dưới 18 tuổi sống chung với họ, 56,70% là đôi vợ chồng sống với nhau, 8,80% có một chủ hộ nữ và không có chồng, và 29,90% là các gia đình không. 25,00% hộ gia đình đã được tạo ra từ các cá nhân và 10,70% có người sống một mình 65 tuổi hoặc lớn tuổi hơn là người. Cỡ hộ trung bình là 2,60 và cỡ gia đình trung bình là 3,11.
Trong quận, cơ cấu độ tuổi dân cư với 28,10% dưới độ tuổi 18, 7,70% 18-24, 27,50% 25-44, 22,80% từ 45 đến 64, và 13,90% từ 65 tuổi trở lên đã được những người. Độ tuổi trung bình là 37 năm. Đối với mỗi 100 nữ có 101,50 nam giới. Đối với mỗi 100 nữ 18 tuổi trở lên, đã có 99,60 nam giới.